# Impéria
Editions Impéria fue una editorial de cómics francesa, ubicada en Lyon y activa entre 1951 y 1986. Entre sus colecciones más populares, pueden destacarse Ögan u Oliver.
Heredera de Les éditions du Siècle que Robert Bagage había fundado en 1946, se caracterizó por el cultivo del petit format. Acogió también el trabajo de muchos dibujantes españoles como Jaime Juez o Tomás Marco Nadal.